# 保徳戦争
保徳戦争（やすとくせんそう、ほとくせんそう）は、1980年代の鹿児島県奄美地方の衆議院議員総選挙において、保岡興治と徳田虎雄の間で展開された選挙抗争である。奄美戦争（あまみせんそう）とも。
奄美群島選挙区は全国でも有数の激戦区であり、激しい金権選挙の代名詞として知られる。
国政選挙での両陣営の対立は徳之島三町（徳之島町・伊仙町・天城町）における町長選や町議選にも波及し、地場産業が乏しいために公共工事の指名などに影響を与える支持候補の勝敗が生活に直接関わっていた事情も、より政争が激化する要因となった。当時の奄美では選挙は地場産業の大島紬、サトウキビ、公共事業に次ぐ「第四次産業」と自嘲気味に揶揄された。

## 奄美群島選挙区時代
1953年（昭和28年）に米軍占領下から本土復帰を果たした奄美群島には、衆議院議員総選挙の選挙区として定数1名の奄美群島選挙区が編成された。1947年（昭和22年）以後の衆議院議員総選挙が中選挙区制で行われていた中で、奄美群島選挙区は唯一の小選挙区だった。
復帰以後、奄美群島選挙区では伊東隆治と保岡武久（興治の父）とが争う構図が続けられていたが、1968年（昭和43年）に伊東が死去した。1969年（昭和44年）に保岡武久が政界を引退し、興治に地盤を譲る。1972年（昭和47年）の第33回衆議院議員総選挙以後は、保岡興治が当選を続けた。
1983年（昭和58年）の第37回衆議院議員総選挙で、医療法人徳洲会理事長の徳田虎雄が初めて立候補。開票の結果、保岡が僅か約一千票差で当選したものの、両陣営から選挙違反による逮捕者が続出した。
1986年（昭和61年）の第38回衆議院議員総選挙、1990年（平成2年）の第39回衆議院議員総選挙でも激戦と選挙違反とが繰り返された。
1991年4月の伊仙町長選挙では多くの町民が開票所の町役場を取り囲む騒ぎを起こして不在者投票が不受理となって選挙やり直しとなったり、町選管委員長が替え玉投票に関与して公職選挙法違反で有罪判決を受けるほどまで政争が発展した。奄美群島選挙区をきっかけとした徳之島における選挙は「汚い選挙」の一例として語られることとなった。
1980年代後半から衆議院議員総選挙に小選挙区制を導入することが検討されるようになるが、導入反対の立場からは小選挙区制の弊害として保徳戦争が引き合いに出された。

### 選挙結果
※当日有権者数：　最終投票率：（前回比：）
| 候補者名 | 年齢 | 所属党派   | 新旧別 | 得票数   | 得票率 | 推薦・支持 |
| -------- | ---- | ---------- | ------ | -------- | ------ | ---------- |
| 保岡興治 | 44   | 自由民主党 | 前     | 49,643票 | 49.8%  |            |
| 徳田虎雄 | 45   | 無所属     | 新     | 48,583票 | 48.7%  |            |

※当日有権者数：　最終投票率：（前回比：）
| 候補者名 | 年齢 | 所属党派   | 新旧別 | 得票数   | 得票率 | 推薦・支持 |
| -------- | ---- | ---------- | ------ | -------- | ------ | ---------- |
| 保岡興治 | 47   | 自由民主党 | 前     | 50,965票 | 51.2%  |            |
| 徳田虎雄 | 48   | 無所属     | 新     | 47,424票 | 47.6%  |            |

※当日有権者数：　最終投票率：（前回比：）
| 候補者名 | 年齢 | 所属党派   | 新旧別 | 得票数   | 得票率 | 推薦・支持 |
| -------- | ---- | ---------- | ------ | -------- | ------ | ---------- |
| 徳田虎雄 | 52   | 無所属     | 新     | 49,591票 | 50.4%  |            |
| 保岡興治 | 50   | 自由民主党 | 前     | 47,446票 | 48.2%  |            |

## 奄美群島選挙区廃止後、そして終結
1992年（平成4年）12月の公職選挙法改正で奄美群島区は消滅し、鹿児島県第1区に編入されることになり、1993年の第40回衆議院議員総選挙ではじめて実施された。このときは、実質定数1減でありながら、奄美群島で保岡・徳田の得票が他候補を圧倒していたことと、当該地域の投票率が極めて高い状態が続いていたこともあり、保岡・徳田の両者が当選を果たした。1994年（平成6年）再び公職選挙法改正で小選挙区比例代表並立制が導入された際に、保岡は鹿児島県第1区、徳田は奄美群島が選挙区である鹿児島県第2区から立候補することとなったため、両者の直接対決はなくなった。
その後、2005年（平成17年）に虎雄が筋萎縮性側索硬化症（ALS）の療養のため政界から引退し、次男の徳田毅が後継となった。そして、2007年（平成19年）毅が自民党に入党。さらには、2009年（平成21年）の第45回衆議院議員総選挙の応援演説でかつての敵だった、保岡、園田、そして徳田側の幹部が共に手を取り合い、終結を宣言している。なお、この選挙では自民党に逆風が吹き荒れた選挙となり、保岡は落選。一方の徳田は議席を守った。
なお、2013年に前年の第46回衆議院議員総選挙での徳田陣営の選挙違反が明るみとなり、徳洲会幹部10人が有罪判決を受け、徳田毅は起訴されなかったものの、議員辞職ののち連座制が適用されて鹿児島2区からの立候補が5年間禁止された。徳田毅は以降は選挙への立候補は行っておらず、鹿児島2区の支部長は補欠選挙で当選した元鹿児島県議会議長の金子万寿夫が就いていた。
保岡はその後2012年の総選挙で当選し政界に復帰、2017年に自身の病気（膵臓がん）を理由に13期目の任期限りで政界から引退し、自身の長男である保岡宏武が後継となった。ただし、地盤継承後最初となる同年の総選挙は落選し、2021年の総選挙では、宮路拓馬との調整により比例九州ブロック単独候補に回り初当選した。保岡宏武はその後、金子万寿夫の落選・政界引退により空席となった徳田毅の地盤でもある鹿児島2区の支部長に就任した。
その後、抗争の当事者となった保岡興治が2019年4月19日に79歳で、徳田虎雄が2024年7月10日に86歳でそれぞれ死去している。

## その他
- 奥田英朗の小説「町長選挙」は保徳戦争をモデルにしている。